# Cléopâtre (comédie musicale)
Pour les articles homonymes, voir Cléopâtre.
Cléopâtre, la dernière reine d'Égypte est une comédie musicale de Kamel Ouali créée le 29 janvier 2009 au Palais des sports de Paris.

## Argument
Le spectacle raconte l'histoire de la dernière reine d'Égypte, Cléopâtre VII Théa Philopator, du moment où elle rencontre César et le séduit, jusqu'à sa mort.

## Fiche technique
- Titre : Cléopâtre, la dernière reine d’Égypte
- Mise en scène : Kamel Ouali
- Assistant mise en scène : Guillaume Segouin
- Lyrics : Lionel Florence, Patrice Guirao, Agnes Hampartzoumian.
- Musique : Fabien Dubos, Davide Esposito, Souad Massi, Laure Milan, Benoit Poher, Vegastar, Yvan Cassar
- Chorégraphie : Kamel Ouali
- Direction artistique : Bertrand Lamblot, Alexandra Cubizolles
- Décors : Bernard Arnould
- Costumes : Dominique Borg
- Directeur de casting : Bruno Berberes
- Producteurs : Jean-Claude Camus, Jackie Lombard
- Producteur exécutif : Dinh Thien Ngo
- Direction de production : Roger Abriol
- Société de production : CLN Spectacles (Paris)
- Premières représentations : 29 janvier 2009 au 29 avril 2009 au Palais des sports de Paris
- Tournée en France, Suisse et Belgique à partir du 7 mai 2009
- Conclusion du spectacle avec un retour au Palais des sports de Paris du 14 janvier 2010 au 31 janvier 2010

## Distribution
- Sofia Essaïdi : Cléopâtre
- Florian Étienne : Marc Antoine
- Christopher Stills : Jules César
- Mehdi Kerkouche : Ptolémée frère de Cléopâtre
- Dominique Magloire : Charmion
- Amélie Piovoso : Octavie
- Mickaël Trodoux : Octave / Pothin / Ciceron
- Ivan Pavlak : Brutus / Doublure de Marc Antoine et Jules César
- Fanny Fourquez : Doublure de Cléopâtre et Octavie
- Florence François : Doublure de Charmion
- Kalil Alaoua : Doublure de Ptolémée
- Danseurs : Stéphanie Andrieu, Delphine Attal, Bénédicte Castillo, Joseph Di Marco, Carla Estarque, Bruno Foucaud, Adrien Galo, Fabien Hannot, Yuhl (Louya Kounkou Dibert-Bekoy), Malik Le Nost, Estelle Manas, Stéphanie Nguyen, Baptiste Oberson, Féroz Sahoulamide, Tatiana Seguin, Salem Sobihi, Nadine Timas, Valentin Vossenat
- Danseurs stagiaires : Kalil Alaoua, Mehdi Baki, Sofiane Belkebir, Jonathan Boulingrin Diaz, Kim Dange, Armelle Gerbault, Éric Glissant, Fousseynou Kamara, Gaetan Renaudin, Elena Terent'Eva, Alexandre Zounnon, Maelle Dufour, Gaëlle Saumon

### Les Circassiens (acrobates)
- Hugo Cincet : équilibriste
- Édouard Doye : mât chinois
- Nathalie Fauquette : gymnaste rythmique
- Adrien Galo : acrobate danseur
- Ariadna Gilabert Corominas : corde lisse et corde volante
- Simon Renaud : corde volante et roue Cyr[1]

## Chansons du spectacle

### Acte 1
1. Tout sera stratagème (Cléopâtre)
2. Main dans la main (Ptolémée)
3. L'Accord (Jules César et Cléopâtre)
4. Intermède (César et Marc Antoine)
5. De l'ombre à la lumière (Charmion)
6. Ailleurs (Ptolémée et Charmion)
7. Femme d'aujourd'hui (Cléopâtre)
8. Tout est éphémère (Jules César et Cléopâtre)
9. Le Serment (Jules César et Marc Antoine)
10. Ce qui me touche (Jules César)
11. Intermède : L'Enfant
12. Il faut partir (Cléopâtre et Charmion)

### Acte 2
1. Intermède : Le Partage du Monde
2. Je serai fidèle (Marc Antoine)
3. Je serai ton ombre (Octavie)
4. Une autre vie (Marc Antoine et Cléopâtre)
5. Le Ballet des momies (Charmion)
6. Mon amour (Cléopâtre)
7. Aujourd'hui et Maintenant (Marc Antoine)
8. D'un souffle ou d'un cri (Octavie)
9. On s'aimera quand même (Marc Antoine et Cléopâtre)
10. Intermède : L'Adieu des amants
11. Ça fait mal (Cléopâtre)
12. Intermède : Le Chantage
13. Pour nous (Charmion)
14. La vie reprend (La Troupe)
15. Bien après l'au delà (Cléopâtre)

## Distinctions
- NRJ Music Awards 2009 : Prix du groupe/duo/troupe francophone de l'année.

## Autour du spectacle
- Après trois mois de représentations au Palais des Sports, une tournée en France, Belgique et Suisse a débuté le 8 mai 2009. Une reprise est prévue au Palais des Sports à partir du 14 janvier 2010.

## Discographie

### Singles
- Avril 2008 : Femme d'aujourd'hui est le premier single, interprété par Sofia Essaïdi et écrit par Lionel Florence et Patrice Guirao.
- Juillet 2008 : Le deuxième single, Une autre vie est un duo interprété par Sofia Essaïdi et Florian Étienne.
- Décembre 2008 : Le troisième single, L'Accord est un duo interprété par Sofia Essaïdi et Christopher Stills.
- Avril 2009 : Sortie du quatrième single, Main dans la main interprété par Mehdi Kerkouche écrit par Jena Lee.
- Septembre 2009 : Sortie du cinquième single inédit, Bien après l'au-delà interprété par Sofia Essaïdi.
- Novembre 2009 : Sortie du sixième single, Ce qui me touche interprété par Christopher Stills

### Albums
- L'album Cléopâtre, la dernière reine d'Égypte (chansons du spectacle) est sorti le 25 août 2008 en extraits et le 19 janvier 2009 en version intégrale. Il s'est vendu à plus de 130 000 exemplaires.

### DVD
Un DVD du spectacle a été mis en vente à la période des fêtes de fin d'année 2009. Celui-ci s'est classé deuxième des ventes de DVD en France pour sa première semaine d'exploitation avant de prendre la première place la semaine suivante. Il s'est écoulé à plus de 100 000 exemplaires.